# 対日協調工作小組
対日協調工作小組は中国共産党の胡錦涛元総書記指導部が、2006年はじめに日本への友好工作のために発足させた組織。

## 概要
政府内で外交を統括する国務委員を軸に、共産党、政府、軍、政府系研究機関など日本と関係するすべての部門が参加している。指導部への提案や各部門への指示を一元化させ、系統立てた対日工作の企画と実行を目的としている。

## 最近の公的な活動
- 2006年3月中旬 - 温家宝首相の記者会見の原案作成。
- 2006年3月末 - 日本の民間7団体代表と会談した胡国家主席の発言の原案を作成した。
- 2006年6月 - 旧満州からの日本人引き揚げ60周年とからめ中国軍が自衛隊に基地を公開した。